# Frances McDormand
Frances Louise McDormand, ursprungligen Cynthia Ann Smith, född 23 juni 1957 i Gibson City i Ford County i Illinois, är en amerikansk skådespelare. Hon är en av de mest prisade skådespelarna någonsin och är till exempel en av enbart sju personer som fått tre Oscarsstatyetter för sina skådespelarinsatser.

## Biografi
Frances McDormand föddes som Cynthia Ann Smith och vid 18 månaders ålder adopterades hon och fick namnet Frances Louise McDormand. Hennes adoptivföräldrar Noreen McDormand och Vernon McDormand arbetade som sjuksköterska och receptionist respektive pastor i Disciples of Christ. Hon växte upp med två äldre adopterade syskon och flera fostersyskon och familjen flyttade ofta till följd av faderns arbete. McDormand studerade drama vid Bethany College i West Virginia och fortsatte sedan studierna vid Yale University.
McDormands filmdebut var i hennes make Joel Coens och hans bror Ethan Coens första film Blood Simple (1984). Hon fick sedan en roll i den av Sam Raimi regisserade Crimewave (1985) och syntes i TV-serien Hunter (1985). 1987 spelade hon mot Holly Hunter och Nicolas Cage i Arizona Junior. Året därpå fick hon huvudrollen i pjäsen Linje Lusta vilket gav henne en Tony Award-nominering.
Den första Oscarsnomineringen och genombrott kom med filmen Mississippi brinner (1988). Trots att hon som hyfsad nykomling spelade mot Gene Hackman och Willem Dafoe så riktades hyllningarna till McDormand. Hon gjorde sen ytterligare en film med Sam Raimi, Darkman (1990) som var en stor framgång både kritikermässigt och finansiellt. Hon syntes också i den politiska thrillern Dolda fakta (1990) som även den var en kritikerfavorit och filmen vann juryns pris i Cannes. I den romantiska komedin Slaktarens fru (1991) spelade hon mot Demi Moore och Jeff Daniels. Hon var sen en del av ensemblen i Short Cuts (1993).
McDormand gjorde sen rollen som den gravida polisen Marge Gundersen i bröderna Coens Fargo (1996). Rollen gjorde henne världsberömd och hon mottog sin första Oscar för bästa kvinnliga huvudroll. Hon fick också andra priser och blev hyllad för sin insats. 2003 blev karaktären rankad som den 33:e bästa filmhjälten av AFI. 1996 syntes hon även i storfilmen Primal Fear, Lone Star och TV-filmen Hidden in America. Den sistnämnda gav henne en nominering till Emmy Award.
År 2000 syntes McDormand i både Almost Famous och Wonder Boys. Båda filmerna blev hyllade. För sin roll i Almost Famous fick hon sin tredje Oscarsnominering och för Wonder Boys fick hon några lokala kritikerpriser. Hon syntes sen i ytterligare en bröderna Coen-film The Man Who Wasn't There (2001) och även i City by the Sea (2002) och Galen i kärlek (2003). Hon spelade sen mot Charlize Theron i dramat North Country (2005) vilket gav henne en fjärde Oscarsnominering. Hon blev också nominerad till bland andra BAFTA och Golden Globe. Hon och Theron syntes även ihop i Æon Flux (2005).
McDormand gjorde sen en rad filmer i olika kategorier, som komedin Rika vänner (2006), Miss Pettigrew Lives for a Day (2008), Burn After Reading (2008), This Must Be the Place (2011) och Transformers: Dark of the Moon (2011). 2011 återvände hon också till teatern  med pjäsen Good People vilket gav henne en Tony Award. Hon gjorde sen rösten till Chantel Dubois i Madagaskar 3 (2012) och syntes samma år i Wes Anderson filmen Moonrise Kingdom och spelade mot Matt Damon i Promised Land. 2014 var hon både producent och skådespelare i HBO-serien Olive Kitteridge. Rollen gav henne en Emmy Award för bästa kvinnliga skådespelare. Vinsten gjorde Frances McDormand till en av endast 14 kvinnor som vunnit samtliga av de fyra största film-, TV- och teaterprisen.
För sin insats i Three Billboards Outside Ebbing, Missouri (2017) år 2017 vann hon sin andra Oscar för bästa kvinnliga huvudroll, samt en Golden Globe Award och BAFTA för samma roll. Året efter samarbetade hon med Wes Anderson igen men nu som röst i stop motion-filmen Isle of Dogs. Hon var även rösten som Gud i TV-serien Good Omens (2019).
McDormand både producerade och spelade rollen som Fern, en amerikansk nomad i filmen Nomadland (2020). Hon blev hyllad för sin rolltolkning och vann sin tredje Oscar för bästa kvinnliga huvudroll och sin andra BAFTA, även den för bästa skådespelare. Som filmens producent vann hon också i kategorin bästa film på både Oscarsgalan, BAFTA och Golden Globe. Hennes vinster gjorde henne till den första någonsin att vinna Oscar som både producent och skådespelare i samma film. Hon var den andra kvinnan någonsin att ha vunnit tre Oscars för skådespelarinsatser och den sjunde bland både män och kvinnor.
McDormand blev även unisont hyllad i den Joel Coen-regisserade versionen av Macbeth – The Tragedy of Macbeth (2021), och för sin rolltolkning i Wes Anderssons The French Dispatch (2021). Hon producerade och skådespelade i den Oscarsnominerade och hyllade filmen Women Talking (2022).

### Privatliv
Frances McDormand är gift med regissören Joel Coen sedan 1984. Tillsammans har de en adopterad son född 1994.
McDormand har sedan 1999 varit med i den experimentella teaterensemblen the Wooster Group. Hon har uppgett att hon vid den tiden inte ville tacka ja till roller i Hollywood som krävde att hon var borta från sin son och då passade the Wooster Group bra eftersom gruppen stod långt från Hollywoods kändiskultur.
Frances McDormand har ofta uppmärksammat ojämlikheter mellan män och kvinnor i filmbranschen.

## Filmografi, i urval

### Film
| År   | Titel                                     | Roll                | Notering                 |
| ---- | ----------------------------------------- | ------------------- | ------------------------ |
| 1984 | Blood Simple                              | Abby                |                          |
| 1985 | Crimewave                                 | Nunna               |                          |
| 1987 | Arizona Junior                            | Dot                 |                          |
| 1988 | Mississippi brinner                       | Mrs. Pell           |                          |
| 1989 | Chattahoochee                             | Mae Foley           |                          |
| 1990 | Darkman                                   | Julie Hastings      |                          |
| 1990 | Miller's Crossing                         | Sekreterare         | Okrediterad              |
| 1990 | Dolda fakta                               | Ingrid Jessner      |                          |
| 1991 | Barton Fink                               | Skådespelare        | Enbart röst, okrediterad |
| 1991 | Slaktarens fru                            | Grace               |                          |
| 1992 | Kvinnorna på ön                           | Nora Scanlan        |                          |
| 1993 | Short Cuts                                | Betty Weathers      |                          |
| 1994 | Bleeding Hearts                           | Kvinna på TV        |                          |
| 1995 | Skugga över Rangoon                       | Andy Bowman         |                          |
| 1995 | Palookaville                              | June                |                          |
| 1996 | Fargo                                     | Marge Gunderson     |                          |
| 1996 | Primal Fear                               | Dr. Molly Arrington |                          |
| 1996 | Hidden in America                         | Gus                 | TV-film                  |
| 1996 | Lone Star                                 | Bunny               |                          |
| 1997 | Paradise Road                             | Dr. Verstak         |                          |
| 1998 | Johnny Skidmarks                          | Alice               |                          |
| 1998 | Madeline                                  | Miss Clavel         |                          |
| 1998 | Förbjuden kärlek                          | Conlon              |                          |
| 2000 | Wonder Boys                               | Dean Sara Gaskell   |                          |
| 2000 | Almost Famous                             | Elaine Miller       |                          |
| 2001 | The Man Who Wasn't There                  | Doris Crane         |                          |
| 2002 | Laurel Canyon                             | Jane                |                          |
| 2002 | City by the Sea                           | Michelle            |                          |
| 2003 | Galen i kärlek                            | Zoe Barry           |                          |
| 2005 | North Country                             | Glory               |                          |
| 2005 | Æon Flux                                  | The Handler         |                          |
| 2006 | Rika vänner                               | Jane                |                          |
| 2008 | Miss Pettigrew Live for a Day             | Guinevere Pettigrew |                          |
| 2008 | Burn After Reading                        | Linda Litzke        |                          |
| 2011 | This Must Be The Place                    | Jane                |                          |
| 2011 | Transformers: Dark of the Moon            | Charlotte Mearing   |                          |
| 2012 | Moonrise Kingdom                          | Mrs. Bishop         |                          |
| 2012 | Madagaskar 3                              | Chantal Dubois      | Röstroll                 |
| 2012 | Promised Land                             | Sue Thomason        |                          |
| 2014 | Every Secret Thing                        | Nyhetsuppläsare     | Röstroll, okrediterad    |
| 2015 | Den gode dinosaurien                      | Momma Ida           | Röstroll                 |
| 2016 | Hail, Caesar!                             | C.C. Calhoun        |                          |
| 2017 | Three Billboards Outside Ebbing, Missouri | Mildred Hayes       |                          |
| 2018 | Isle of Dogs                              | Interpreter Nelson  | Röstroll                 |
| 2020 | Nomadland                                 | Fern                | Även producent           |
| 2021 | The French Dispatch                       | Lucinda Krementz    |                          |
| 2021 | The Tragedy of Macbeth                    | Lady Macbeth        | Även producent           |
| 2022 | Women Talking                             | Scarface Janz       | Även producent           |

### TV
| År        | Titel                   | Roll              | Notering                                          |
| --------- | ----------------------- | ----------------- | ------------------------------------------------- |
| 1985      | Hunter                  | Nina Sloan        | Avsnitt: "The Garbage Man"                        |
| 1985      | Spanarna på Hill Street | Connie Chapman    | 6 avsnitt                                         |
| 1986      | Spenser: For Hire       | Mary              | Avsnitt: "A Day's Wages"                          |
| 1986      | The Twilight Zone       | Amanda Strickland | Avsnitt: Need to Know"                            |
| 1987      | Leg Work                | Willie Pipal      | 10 avsnitt                                        |
| 2001–2002 | State of Grace          | Vuxna Hannah      | Röstroll, 39 avsnitt                              |
| 2006      | The Simpsons            | Melanie Upfoot    | Röstroll, Avsnitt: "Girls Just Want to Have Sums" |
| 2014      | Olive Kitteridge        | Olive Kitteridge  | 4 avsnitt, även producent                         |
| 2019–     | Good Omens              | Gud               | Röstroll, 7 avsnitt                               |

### Teater
| År        | Titel                  | Roll             | Teater                                 |
| --------- | ---------------------- | ---------------- | -------------------------------------- |
| 1983-1984 | Painting Churches      | Margaret Church  | Lamb's Theatre, New York               |
| 1984      | Awake and Sing!        | Hennie Berger    | Circle in the Square Theatre, New York |
| 1988      | Linje Lusta            | Stella Kowalski  | Circle in the Square Theatre, New York |
| 1992-1993 | The Sisters Rosensweig | Pfeni Rosensweig | Mitzi E. Newhouse Theatre, New York    |
| 1993      | The Swan               | Dora             | The Public Theater, New York           |
| 2002-2003 | Far Away               | Harper           | New York Theatre Workshop              |
| 2006      | An Oak Tree            | Father           | Barrow Street Theatre, New York        |
| 2008      | A Country Girl         | Georgie Elgin    | Bernard B. Jacobs Theatre, New York    |
| 2011      | Good People            | Margaret         | Samuel J. Friedman Theatre, New York   |
| 2016      | Macbeth                | Lady Macbeth     | Berkeley Repertory Theatre, Berkeley   |